# Escola virtual
O termo Escolas virtuais descreve instituições que ensinam cursos inteira ou primariamente mediante métodos online.